# Burnham (cràter)
Burnham és un petit cràter d'impacte situat a sud-est del cràter Albategnius, en una àrea relativament suau de la superfície lunar. A sud-oest apareix el cràter Vogel.

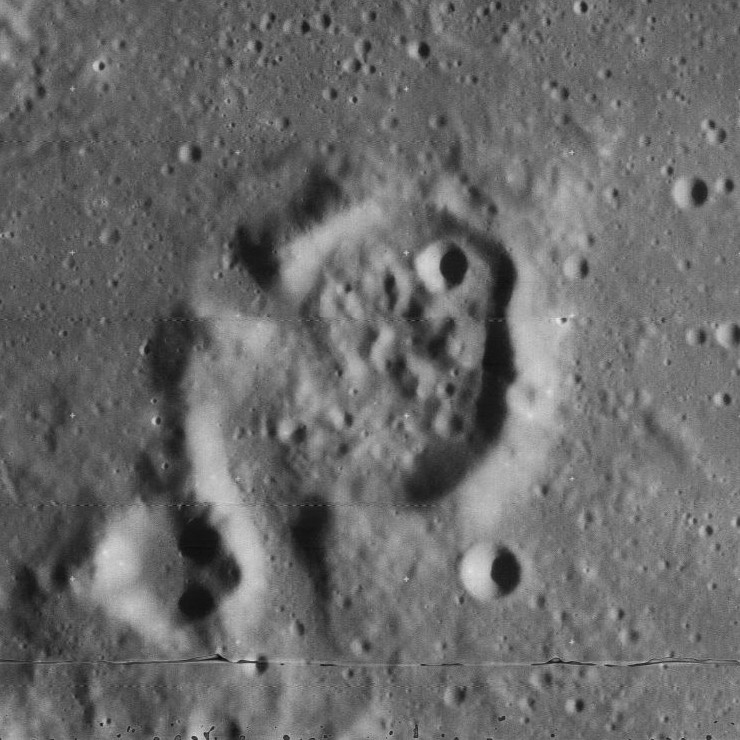
Imatge del LRO 4
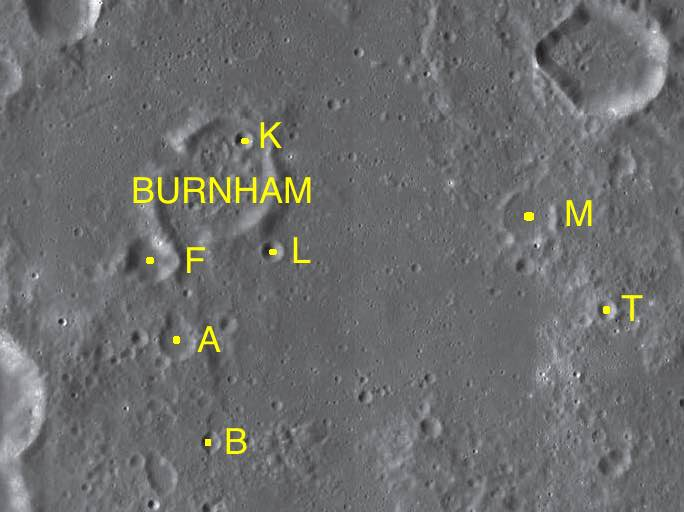
Cràters satèl·lit

La forma dentada irregular de la vora de Burnham sobresurt cap al sud-oest, donant a la paret una aparença asimètrica i distorsionada. Hi ha trencaments en la vora cap als costats nord-oest i sud-oest, que es converteix en una vall que recorre al voltant de 15 km. El sòl interior és rugós i irregular, i no té alguna cosa semblant a un pic central, sense altres elements distintius.

## Cràters satèl·lit
Per convenció aquests elements són identificats en els mapes lunars posant la lletra en el costat del punt central del cràter que està més proper a Burnham.
| Burnham | Coordenades                        | Diàmetre |
| ------- | ---------------------------------- | -------- |
| A       | 14° 48′ S, 7° 06′ E / 14.8°S,7.1°E | 7 km     |
| B       | 15° 18′ S, 7° 18′ E / 15.3°S,7.3°E | 4 km     |
| F       | 14° 18′ S, 6° 54′ E / 14.3°S,6.9°E | 9 km     |
| K       | 13° 36′ S, 7° 24′ E / 13.6°S,7.4°E | 3 km     |
| L       | 14° 12′ S, 7° 36′ E / 14.2°S,7.6°E | 4 km     |
| M       | 14° 06′ S, 9° 00′ E / 14.1°S,9.0°E | 9 km     |
| T       | 14° 42′ S, 9° 36′ E / 14.7°S,9.6°E | 4 km     |